# Kungliga Baletten

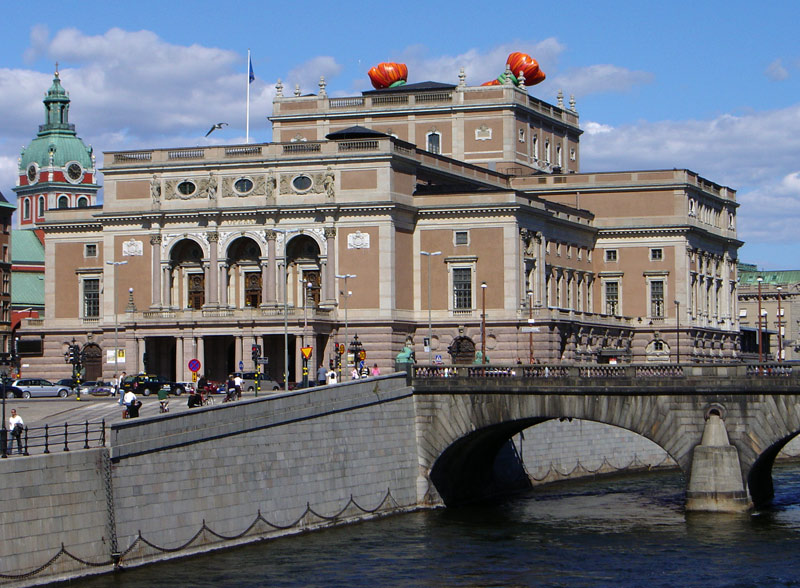
Kungliga operan

Kungliga Baletten, tidigare Kungliga Teaterns balett och Operabaletten, är balettkompaniet vid Kungliga Operan i Stockholm. Baletten grundades redan 1773 av Gustav III och är därmed ett av världens äldsta balettkompanier.

## Historia
Kungliga Baletten grundades 1773 som ett led i Gustav III:s nationella kulturprojekt tillsammans med Operan och Dramaten för att skapa inhemska talanger till de tre konstnärsyrkena dansare, operasångare och skådespelare. Dessa hade tidigare dominerats av tillfälliga utländska teatertrupper. 
Baletter hade uppförts vid hovet av utländska trupper åtminstone sedan 1600-talet; Antoine de Beaulieus franska danstrupp var anställd vid drottning Kristinas hov redan 1638. De första baletterna utförda av professionella svenska dansare ingick i pjäserna vid den första svenska teatertruppen på den första nationalscenen i Kungliga Svenska Skådeplatsen i Stora Bollhuset 1737–1753. Den första svenska balettföreställningen här ingick i pjäsen Den afvundsiuke i augusti 1738, och de finns sedan nämnda som ingående i föreställningarna fram till pjäsen Zaire, som uppfördes i april 1752. Inga namn är dock kända på dessa tidiga svenska dansare.       
Då den första balettruppen sattes samman år 1773, blev den utländska dominansen tydlig; de inhemska dansarna i truppen var få, Charlotte Slottsberg och Magdalena Lundblad tillhörde de få professionella, och man var tvungen att använda utländska talanger, vilka man bland annat fann i den franska teatertruppen, som i övrigt avskedades. Fem franska dansare som stannat i Sverige, tre män och två kvinnor, utgjorde stommen, varefter man kallade tillbaka några som hunnit ge sig av. Dessa fick genast ta sig an svenska elever som figuranter. År 1779 hade baletten 23 män och 20 kvinnor. Även instruktörerna var länge utlänningar. 
De första studenterna i baletten var ofta barn till hovpersonal och musiker, liksom då det gällde operans och teaterns första elever. Höjdpunkten i 1700-talets svenska balett anses vara baletterna till operan Gustav Adolf och Ebba Brahe av Gallodier 1786, då 200 personer samlades till ett tornerspel på scen då scenen gick ned i tredje akten. Även Fiskarna av Antoine Bournonville med Bournonville, Giovanna Bassi och Julie Alix 1789 blev mycket populär.    
Baletten var från början nära associerad med operan, och baletter ingick i operaföreställningarna, men de användes också vid teatern, och också fristående, ofta som för- och efterpjäser. Då operan var upplöst mellan 1806 och 1809–1812 ingick baletten vid Dramaten. 
Under 1800-talet gavs ca 200 baletter på operan; En komisk balett av Louis Deland gavs 1796–1809 127 gånger och var den populäraste av alla baletter som spelade på Operan under hela 1800-talet. Vanligen spelades baletter bara 3–4 gånger. Den näst populäraste baletten var La Fille Mal Gardée med 54 föreställningar 1812–1842. August Bournonville var gästbalettmästare 1839, 1847, 1857, 1858 och 1861–1864 och hans favoritelever i Sverige var Charlotte Norberg-Törner och Johanna Gillberg-Sundberg. Baletten anses ha kommit in i ett förfall då Anders Selinder och Sophie Daguin avskedades 1856. Augusts Bournovilles danske elev Sigurd Lund ansågs inte kunna hävda sig och Robert Sjöblom fick aldrig göra någon hel balett. I slutet av 1800-talet hade baletten en god standard men användes som tillägg till operorna och ansågs vara i djupt förfall. Först 1913 började den återhämta sig och kunde återigen bli en stark självständig konstart. Under Mary Skeapings tid som balettchef restaurerades baletten grundligt med syftet att återskapa något av traditionerna från dess grundningstid.
Baletten omfattar 68 dansare i åldrarna 18–42 år.[när?]
Kungliga Baletten uppträder främst på Kungliga Operans scen men gör även turnéer runt om i landet och i världen.

## Balettchefer
- 1773–1803: Louis Gallodier
- 1803–1804: Filippo Taglioni
- 1804–1806: Federico Nadi Terrade
- 1806–1816: Louis Deland
- 1817–1818: Filippo Taglioni
- 1820–1823: André Isidore Carey
- 1823–1827: Giovanni Battista Ambrosiani
- 1827–1833: Per Erik Wallqvist
- 1827–1830: Sophie Daguin (delat ledarskap med Wallqvist)
- 1833–1856: Anders Selinder
- 1856–1862: Sigurd Harald Lund
- 1862–1870: Théodore Martin
- 1870–1886: Theodore Marckl
- 1887–1890: Robert Sjöblom
- 1890–1894: Sigurd Harald Lund
- 1894–1901: Max Glasemann
- 1901–1905: Otto Zöbisch
- 1905–1908: Robert Köller
- 1911–1913: Otto Zöbisch
- 1918–1920: Michel Fokine
- 1922–1926: Gunhild Rosén
- 1926–1927: Lise Steier
- 1927–1931: Jan Cieplinsky
- 1931–1951: Julian Algo
- 1949–1951: Antony Tudor
- 1953–1962: Mary Skeaping
- 1962–1963: Antony Tudor
- 1964–1966: Brian Macdonald
- 1967–1971: Erik Bruhn
- 1971–1980: Ivo Cramér
- 1980–1984: Gunilla Roempke
- 1984–1986: Egon Madsen
- 1986–1993: Nils-Åke Häggbom
- 1993–1995: Simon Mottram
- 1995–1999: Frank Andersen
- 1999–2001: Petter Jacobsson
- 2002–2008: Madeleine Onne
- 2008–2011: Marc Ribaud
- 2011–2017: Johannes Öhman
- 2017–: Nicolas Le Riche[2]

## Instruktörer i urval
- Julie Alix de la Fay
- Giovanna Bassi
- Antoine Bournonville

## Dansare i urval
- Marie Lindqvist
- Nadja Sellrup
- Jan-Erik Wikström
- Dragoș Mihalcea
- Jenny Nilson
- Anna Valev
- Nathalie Nordquist
- Sebastian Michanek
- Karolina Bock
- Hedvig Katarina Hjortsberg
- Anna Sofia Lind
- Ulrika Åberg